# Volucella lividiventris
Volucella lividiventris är en tvåvingeart som beskrevs av Enrico Adelelmo Brunetti 1908. Volucella lividiventris ingår i släktet humleblomflugor, och familjen blomflugor. Inga underarter finns listade i Catalogue of Life.